# Jesenska točka
| datum i vrijeme po UT-u ekvinocijâ i solsticijâ na Zemlji | datum i vrijeme po UT-u ekvinocijâ i solsticijâ na Zemlji | datum i vrijeme po UT-u ekvinocijâ i solsticijâ na Zemlji | datum i vrijeme po UT-u ekvinocijâ i solsticijâ na Zemlji | datum i vrijeme po UT-u ekvinocijâ i solsticijâ na Zemlji | datum i vrijeme po UT-u ekvinocijâ i solsticijâ na Zemlji | datum i vrijeme po UT-u ekvinocijâ i solsticijâ na Zemlji | datum i vrijeme po UT-u ekvinocijâ i solsticijâ na Zemlji | datum i vrijeme po UT-u ekvinocijâ i solsticijâ na Zemlji |
| događaj                                                   | ekvinocij                                                 | ekvinocij                                                 | solsticij                                                 | solsticij                                                 | ekvinocij                                                 | ekvinocij                                                 | solsticij                                                 | solsticij                                                 |
| mjesec                                                    | ožujak                                                    | ožujak                                                    | lipanj                                                    | lipanj                                                    | rujan                                                     | rujan                                                     | prosinac                                                  | prosinac                                                  |
| godina                                                    |                                                           |                                                           |                                                           |                                                           |                                                           |                                                           |                                                           |                                                           |
| godina                                                    | dan                                                       | vrijeme                                                   | dan                                                       | vrijeme                                                   | dan                                                       | vrijeme                                                   | dan                                                       | vrijeme                                                   |
| --------------------------------------------------------- | --------------------------------------------------------- | --------------------------------------------------------- | --------------------------------------------------------- | --------------------------------------------------------- | --------------------------------------------------------- | --------------------------------------------------------- | --------------------------------------------------------- | --------------------------------------------------------- |
| 2010.                                                     | 20.                                                       | 17:32:13                                                  | 21.                                                       | 11:28:25                                                  | 23.                                                       | 03:09:02                                                  | 21.                                                       | 23:38:28                                                  |
| 2011.                                                     | 20.                                                       | 23:21:44                                                  | 21.                                                       | 17:16:30                                                  | 23.                                                       | 09:04:38                                                  | 22.                                                       | 05:30:03                                                  |
| 2012.                                                     | 20.                                                       | 05:14:25                                                  | 20.                                                       | 23:09:49                                                  | 22.                                                       | 14:49:59                                                  | 21.                                                       | 11:12:37                                                  |
| 2013.                                                     | 20.                                                       | 11:02:55                                                  | 21.                                                       | 05:04:57                                                  | 22.                                                       | 20:44:08                                                  | 21.                                                       | 17:11:00                                                  |
| 2014.                                                     | 20.                                                       | 16:57:05                                                  | 21.                                                       | 10:51:14                                                  | 23.                                                       | 02:29:05                                                  | 21.                                                       | 23:03:01                                                  |
| 2015.                                                     | 20.                                                       | 22:45:09                                                  | 21.                                                       | 16:38:55                                                  | 23.                                                       | 08:20:33                                                  | 22.                                                       | 04:48:57                                                  |
| 2016.                                                     | 20.                                                       | 04:30:11                                                  | 20.                                                       | 22:34:11                                                  | 22.                                                       | 14:21:07                                                  | 21.                                                       | 10:44:10                                                  |
| 2017.                                                     | 20.                                                       | 10:28:38                                                  | 21.                                                       | 04:24:09                                                  | 22.                                                       | 20:02:48                                                  | 21.                                                       | 16:28:57                                                  |
| 2018.                                                     | 20.                                                       | 16:15:27                                                  | 21.                                                       | 10:07:18                                                  | 23.                                                       | 01:54:05                                                  | 21.                                                       | 22:23:44                                                  |
| 2019.                                                     | 20.                                                       | 21:58:25                                                  | 21.                                                       | 15:54:14                                                  | 23.                                                       | 07:50:10                                                  | 22.                                                       | 04:19:25                                                  |
| 2020.                                                     | 20.                                                       | 03:50:36                                                  | 20.                                                       | 21:44:40                                                  | 22.                                                       | 13:31:38                                                  | 21.                                                       | 10:02:19                                                  |
| 2021.                                                     | 20.                                                       | 09:37:27                                                  | 21.                                                       | 03:32:08                                                  | 22.                                                       | 19:21:03                                                  | 21.                                                       | 15:59:16                                                  |
| 2022.                                                     | 20.                                                       | 15:33:23                                                  | 21.                                                       | 09:13:49                                                  | 23.                                                       | 01:03:40                                                  | 21.                                                       | 21:48:10                                                  |
| 2023.                                                     | 20.                                                       | 21:24:24                                                  | 21.                                                       | 14:57:47                                                  | 23.                                                       | 06:49:56                                                  | 22.                                                       | 03:27:19                                                  |
| 2024.                                                     | 20.                                                       | 03:06:21                                                  | 20.                                                       | 20:50:56                                                  | 22.                                                       | 12:43:36                                                  | 21.                                                       | 09:20:30                                                  |
| 2025.                                                     | 20.                                                       | 09:01:25                                                  | 21.                                                       | 02:42:11                                                  | 22.                                                       | 18:19:16                                                  | 21.                                                       | 15:03:01                                                  |
| 2026.                                                     | 20.                                                       | 14:45:53                                                  | 21.                                                       | 08:24:26                                                  | 23.                                                       | 00:05:08                                                  | 21.                                                       | 20:50:09                                                  |
| 2027.                                                     | 20.                                                       | 20:24:36                                                  | 21.                                                       | 14:10:45                                                  | 23.                                                       | 06:01:38                                                  | 22.                                                       | 02:42:04                                                  |
| 2028.                                                     | 20.                                                       | 02:17:02                                                  | 20.                                                       | 20:01:54                                                  | 22.                                                       | 11:45:12                                                  | 21.                                                       | 08:19:33                                                  |
| 2029.                                                     | 20.                                                       | 08:01:52                                                  | 21.                                                       | 01:48:11                                                  | 22.                                                       | 17:38:23                                                  | 21.                                                       | 14:13:59                                                  |
| 2030.                                                     | 20.                                                       | 13:51:58                                                  | 21.                                                       | 07:31:11                                                  | 22.                                                       | 23:26:46                                                  | 21.                                                       | 20:09:30                                                  |
| 2031.                                                     | 20.                                                       | 19:40:51                                                  | 21.                                                       | 13:17:00                                                  | 23.                                                       | 05:15:10                                                  | 22.                                                       | 01:55:25                                                  |
| 2032.                                                     | 20.                                                       | 01:21:45                                                  | 20.                                                       | 19:08:38                                                  | 22.                                                       | 11:10:44                                                  | 21.                                                       | 07:55:48                                                  |
| 2033.                                                     | 20.                                                       | 07:22:35                                                  | 21.                                                       | 01:00:59                                                  | 22.                                                       | 16:51:31                                                  | 21.                                                       | 13:45:51                                                  |
| 2034.                                                     | 20.                                                       | 13:17:20                                                  | 21.                                                       | 06:44:02                                                  | 22.                                                       | 22:39:25                                                  | 21.                                                       | 19:33:50                                                  |
| 2035.                                                     | 20.                                                       | 19:02:34                                                  | 21.                                                       | 12:32:58                                                  | 23.                                                       | 04:38:46                                                  | 22.                                                       | 01:30:42                                                  |
| 2036.                                                     | 20.                                                       | 01:02:40                                                  | 20.                                                       | 18:32:03                                                  | 22.                                                       | 10:23:09                                                  | 21.                                                       | 07:12:42                                                  |
| 2037.                                                     | 20.                                                       | 06:50:05                                                  | 21.                                                       | 00:22:16                                                  | 22.                                                       | 16:12:54                                                  | 21.                                                       | 13:07:33                                                  |
| 2038.                                                     | 20.                                                       | 12:40:27                                                  | 21.                                                       | 06:09:12                                                  | 22.                                                       | 22:02:05                                                  | 21.                                                       | 19:02:08                                                  |
| 2039.                                                     | 20.                                                       | 18:31:50                                                  | 21.                                                       | 11:57:14                                                  | 23.                                                       | 03:49:25                                                  | 22.                                                       | 00:40:23                                                  |
| 2040.                                                     | 20.                                                       | 00:11:29                                                  | 20.                                                       | 17:46:11                                                  | 22.                                                       | 09:44:43                                                  | 21.                                                       | 06:32:38                                                  |
| 2041.                                                     | 20.                                                       | 06:06:36                                                  | 20.                                                       | 23:35:39                                                  | 22.                                                       | 15:26:21                                                  | 21.                                                       | 12:18:07                                                  |
| 2042.                                                     | 20.                                                       | 11:53:06                                                  | 21.                                                       | 05:15:38                                                  | 22.                                                       | 21:11:20                                                  | 21.                                                       | 18:03:51                                                  |
| 2043.                                                     | 20.                                                       | 17:27:34                                                  | 21.                                                       | 10:58:09                                                  | 23.                                                       | 03:06:43                                                  | 22.                                                       | 00:01:01                                                  |
| 2044.                                                     | 19.                                                       | 23:20:20                                                  | 20.                                                       | 16:50:55                                                  | 22.                                                       | 08:47:39                                                  | 21.                                                       | 05:43:22                                                  |
| 2045.                                                     | 20.                                                       | 05:07:24                                                  | 20.                                                       | 22:33:41                                                  | 22.                                                       | 14:32:42                                                  | 21.                                                       | 11:34:54                                                  |
| 2046.                                                     | 20.                                                       | 10:57:38                                                  | 21.                                                       | 04:14:26                                                  | 22.                                                       | 20:21:31                                                  | 21.                                                       | 17:28:16                                                  |
| 2047.                                                     | 20.                                                       | 16:52:26                                                  | 21.                                                       | 10:03:16                                                  | 23.                                                       | 02:07:52                                                  | 21.                                                       | 23:07:01                                                  |
| 2048.                                                     | 19.                                                       | 22:33:37                                                  | 20.                                                       | 15:53:43                                                  | 22.                                                       | 08:00:26                                                  | 21.                                                       | 05:02:03                                                  |
| 2049.                                                     | 20.                                                       | 04:28:24                                                  | 20.                                                       | 21:47:06                                                  | 22.                                                       | 13:42:24                                                  | 21.                                                       | 10:51:57                                                  |
| 2050.                                                     | 20.                                                       | 10:19:22                                                  | 21.                                                       | 03:32:48                                                  | 22.                                                       | 19:28:18                                                  | 21.                                                       | 16:38:29                                                  |

Jesenska točka je jedno od dvaju presjecišta ekliptike i nebeskog ekvatora, u kojem Sunce u prividnom godišnjem gibanju sa sjeverne nebeske polutke prelazi na južnu, što se dogodi oko 23. rujna. Tada je astronomski početak jeseni. Zbog Zemljine precesije i nutacije, jesenska točka neprestano se pomiče među zvijezdama i danas se nalazi u zviježđu Djevici, a nosi znak Vage, jer je u doba kada je današnji znak standardiziran bila u tom zviježđu.
Ravnodnevica, ravnodnevnica ili ekvinocij (lat. aequinoctium: jednakonoćje) je u astronomiji trenutak kada Sunce u prividnom godišnjem gibanju nebom stigne na nebeski ekvator, tj. u proljetnu ili jesensku točku. Točke na nebeskoj sferi u kojima ekliptika presijeca nebeski ekvator zovu se točke ravnodnevice. Sunce na svom prividnom gibanju po ekliptici prolazi kroz proljetnu točku u trenutku proljetne ravnodnevice i jesensku točku u trenutku jesenske ravnodnevice. Tada je dnevni luk jednak noćnomu, pa obdanica i noć traju po 12 sati. Događa se dvaput u godini, oko 21. ožujka (proljetna ravnodnevica) i oko 23. rujna (jesenska ravnodnevica). Proljetna i jesenska točka nemaju stalan položaj među zvijezdama, već se godišnje pomiču za 50,25" ususret Suncu (precesija ravnodnevica). Razlog je precesija Zemljine osi. Zbog pomaka, Sunčeva godina (tropska godina) je kraća za 20 minuta od zvjezdane (sideričke) godine. Za nadnevka ravnodnevice smjerovi izlaska i zalaska Sunca su najbliži točnim smjerovima istoka i zapada, a u trenutku ravnodnevice Sunčeve zrake obasjavaju Zemljin ekvator pod pravim kutem. Trajanje dana i noći iznosi približno 12 sati, ali zbog djelovanja Zemljine atmosfere nije potpuno jednako. Od 2008. do 2101. godine, proljetna ravnodnevnica pada 19. ili češće 20. ožujka.
Proljetna točka je jedno od dvaju presjecišta nebeskog ekvatora i ekliptike, gdje Sunce u prividnome godišnjem gibanju prelazi s južne na sjevernu nebesku polutku, što se dogodi oko 21. ožujka. Tada je astronomski početak proljeća. Zbog Zemljine precesije i nutacije, proljetna točka neprestano se pomiče među zvijezdama i danas se nalazi u zviježđu Ribama, a nosi znak Ovna, jer je u doba kada je današnji znak standardiziran bila u tom zviježđu. Za vrijeme Platonove godine proljetna točka opiše puni krug po ekliptici.

## Utjecaj Zemljine putanje na klimu
Pri obilaženju Sunca, os Zemljine vrtnje zauzima sasvim određen položaj. Ona nije okomita na ravninu gibanja, već je od okomice otklonjenja za 23.44° (nagib osi). Za jednaki kut, kut priklona ili inklinacije, nagnut je i ekvator prema ravnini gibanja (ekliptika). Taj nagib osi Zemljine vrtnje dovodi do posljedica koje su od najveće važnosti za čovječanstvo, do promjene godišnjih doba. Smjer kojim se Zemlja giba oko Sunca isti je kao i smjer vrtnje. Zemlja obilazi oko Sunca kao što se zakreće desni vijak, koji napreduje na sjevernu stranu. 

### Ekliptika
Neposredne astronomske posljedice Zemljinog obilaska oko Sunca (revolucije Zemlje) jesu prividno gibanje Sunca (godišnje gibanje Sunca) i godišnja promjena noćnog neba. Promatrajući Sunce, projiciramo ga u neko područje neba (nebeska sfera); na primjer 23. rujna Sunce vidimo u zviježđu Djevice. Spojnica povučena od Zemlje do Sunca prema nebeskoj sferi stalno se zakreće u toku našeg gibanja. Slika Sunca na nebu "neprestano bježi", i to također u smislu vrtnje desnog vijka. Kružnica kojom se Sunce prividno giba među zvijezdama zove se ekliptika. Gibanje Sunca odvija se ekliptikom od zapada prema istoku, što je upravo suprotno smjeru dnevnoga gibanja nebeske sfere! Gibanje Sunca među zvijezdama je optička varka, nastala promatranjem Sunca s pokretne Zemlje. Zviježđa kroz koja Sunce na taj način "prolazi" zovu se zviježđima zodijaka ili životinjskog pojasa. Kako puni kut (360°) ima otprilike isto toliko stupnjava koliko u godini ima dana, Sunce će ekliptikom u jednom danu prelaziti oko 1°. 
Sunce se giba među zvijezdama koje se nalaze na dnevnoj strani nebeske sfere, no to njegovo relativno pomicanje izravno ne zapažamo. Zato ćemo na noćnoj strani vidjeti da se zvijezde smjenjuju iz dana u dan, od mjeseca do mjeseca. Mijenja se vidljivo područje noćnog neba. Budući da se spojnica od Sunca do Zemlje prema nebeskoj sferi zakreće na istok, novo će nam zvjezdano područje nicati na istočnom obzoru. Zaključujemo da se godišnje gibanje neba odvija od istoka prema zapadu, isto kao i dnevno gibanje neba, a suprotno od godišnjeg gibanja Sunca među zvijezdama.

### Godišnja doba
S obzirom na položaj Zemljina ekvatora prema smjeru Sunčevih zraka, razlikujemo u toku godine 4 važna trenutka, a to su počeci godišnjih doba. Za datume početaka godišnjih doba uvjetno uzimamo: proljeće 21. ožujka, ljeto 21. lipnja, jesen 23. rujna i zima 21. prosinca, jer tom pravilnom izmjenom najčešće i započinju godišnja doba. U tim važnim trenucima Sunce je projicirano u 4 glavne točke ekliptike: proljetnu, ljetnu, jesensku i zimsku točku. Promatramo li ih iz položaja Sunca, zapazit ćemo da su one razmaknute za pravi kut. 
Kakav je odnos Zemlje i Sunca 21. ožujka i 23. rujna? Tih se dana smjer linije koji spaja centar Zemlje s centrom Sunca prolazi točno uzduž ravnine ekvatora, dok je Zemljina os vrtnje okomita na tu spojnicu. Sunčeve zrake padaju stoga okomito na sva mjesta koja se nalaze na Zemljinom ekvatoru. Drukčije rečeno, na mjestima sa zemljopisnom širinom 0°, Sunce će se u gornjoj kulminaciji naći u zenitu. Na Zemljinim polovima, gdje je zemljopisna širina +90° ili -90°, Sunce će "ležati" na obzoru. Obasjana su mjesta svih zemljopisnih širina. Tih datuma Sunce će presjeći nebeski ekvator. Početkom proljeća, 21. ožujka, Sunce će proći proljetnom točkom ♈ koja se nalazi u zviježđu Ovna. Početkom jeseni, 23. rujna, Sunce će proći jesenskom točkom ♎ koja se nalazi u zviježđu Vage. U oba trenutka duljina dana i noći jednaka je na cijeloj Zemlji, pa se ti dani nazivaju ravnodnevice ili ekvinociji. 
Poslije početka proljeća, Zemlja putuje oko Sunca tako da joj je područje Sjevernog pola sve više okrenuto Suncu. Dana 21. lipnja, kada Sunce prolazi ljetnom točkom ♋' koja se nalazi u zviježđu Raka, Sunčeve zrake obasjavaju cijeli sjeverni ledeni pojas i Sunce je tamo iznad obzora. Paralela na sjevernoj zemljopisnoj širini 66° 33′ 39″ N čitav je dan obasjana Suncem. Ona se naziva sjevernom polarnicom (polarni krug). Istog trenutka Sunčeve zrake padaju okomito na mjesta sjeverne zemljopisne širine 23° 26′ 21″ N, pa će tim mjestima Sunce u toku dana proći kroz zenit. Sjevernije od tih mjesta Sunce nikada ne može proći kroz zenit, pa tako ne prolazi zenitom ni u našim krajevima. Paralela na sjevernoj zemljopisnoj širini 23° 26′ 21″ N zove se sjeverna ili Rakova obratnica. Na svom "putu" prema sjeveru Sunce je "zastalo", pa će poslije tog datuma obasjavati okomito mjesta sa zemljopisnim širinama manjim od 23° 26′ 21″ N. To je razlog zašto se prvi dan ljeta naziva ljetnim suncostajem ili solsticijem. Do tog dana Sunce se nebeskom sferom udaljavalo od ekvatora, a poslije tog dana približavat će mu se. 
S dolaskom u jesensku točku, Sunce će tlo na ekvatoru ponovno obasjavati pod pravim kutom. S daljim putovanjem Zemlje po stazi Sunce prvog dana zime, 21. prosinca, prividno stiže u zimsku točku ♑ koja se nalazi u zviježđu Jarca. Sada je stanje na Zemljinoj južnoj polutki posve jednako stanju koje je prvog dana ljeta vladalo na sjevernoj polutki. To je zimski suncostaj. Sunce prolazi kroz zenit mjestima južne zemljopisne širine 23° 26′ 21″ S, a paralela se naziva južnom ili Jarčevom obratnicom. Na Južnom polu je tada visina Sunca 23.5° iznad obzora. Sva mjesta južne zemljopisne širine 66° 33′ 39″ S, jedan su čitav dan obasjana Suncem; tu je južna polarnica. Južnija mjesta obasjana su i više od jednog dana. Na samom Južnom polu rasvjeta traje polovicu godine. 
Godišnji ciklus završava s povratkom Sunca u proljetnu točku. To je ciklus promjene godišnjih doba ili sezona, nazvan tropska ili Sunčeva godina. Praćenje perioda izmjene godišnjih doba bilo je jednim od najvažnijih praktičkih zadataka astronomije u prošlosti, zbog važnosti koju ta izmjena ima u ljudskoj djelatnosti. Stoga je već vrlo rano i u pojedinačnim, međusobno odvojenim civilizacijama, postignuta visoka točnost određivanja trajanja godine. Tropska ili Sunčeva godina je jednaka 365 d 5 h 48 min 46 s ili 365.24219 d. 

## Zemljina precesija i nutacija
Osim vrtnje (rotacije) i obilaženja oko Sunca (revolucije), Zemlja pokazuje još jednu vrstu gibanja. Njena os također se neprestano giba i opisuje stožac oko pola ekliptike, i to u smislu lijevog vijka koji napreduje na sjever. Vršni polukut stožca jednak je nagibu ekliptike (ekliptika je nagnuta je pod kutom od 23°27′ prema nebeskom ekvatoru). Zbog toga zakretanja osi u istom se smislu zakreće i presjecište ravnine ekliptike s nebeskim ekvatorom, a s njime i proljetna točka. Zato proljetna točka mijenja mjesto među zvijezdama. Pomak proljetne točke odvija se u smjeru dnevne vrtnje neba, a to je upravo suprotno od prividnog, godišnjeg gibanja Sunca: proljetna točka se kreće na zapad, a Sunce na istok. To znači da proljetna točka ide u susret Suncu, ili "pred" Sunce. Otuda potječe latinski naziv te pojave, jer praecedere znači ići naprijed.
Zemljinu precesiju tumači mehanika rotirajućeg krutog tijela. Najjači utjecaj na nju pokazuju Mjesec i Sunce. Mjesec je djelotvorniji zato što je mnogo bliže. Zajednički učinak Mjeseca i Sunca naziva se luni-solarnom precesijom. No dok se Sunce nalazi uvijek u ravnini ekliptike, Mjesečeva staza je prema njoj nagnuta otprilike za 5°. Otuda dolazi do periodičke promjene Mjeseceva utjecaja, u vremenu od 18.66 godina (to je period regresije čvorova Mjesečeve staze), pa precesijski stožac nije sasvim gladak nego ispunjen naborima. Pojava nabora naziva se nutacija. 

### Opća precesija
Veličina luni-solarne precesije iznosi 50.37" na godinu. To je kut za koji bi se po ekliptici pomaknula proljetna točka kada bi djelovali samo Mjesec i Sunce. No utječu još i planeti. Njihov se učinak ili planetska precesija ističe kao promjena položaja ravnine ekliptike. Pod privlačnom silom planeta, Zemlja se njiše oko 0.05" na godinu (u današnje vrijeme). Zbog toga će proljetna točka kliziti i po nebeskom ekvatoru za 0.13" na godinu, pa će u smjeru ekliptičkih dužina ukupan pomak iznositi 50.25" na godinu. To je godišnji iznos opće Zemljine precesije. 
Zemljina precesija dovodi do razlike između Sunčeve (tropske) i zvjezdane (sideričke) godine. Zvjezdana godina je vrijeme potrebno da Sunce na nebeskoj sferi prevali puni kut ili, drugim riječima, vrijeme obilaženja Zemlje oko Sunca s obzirom na neki zadani smjer u prostoru (npr. u odnosu na proljetnu točku). U Sunčevoj godini Sunce prevali nebeskom sferom kut koji je od punog kuta manji za iznos Zemljine precesije; kut od 360° - 50.25” Sunce prijeđe za vrijeme Sunčeve godine od 365.2422 dana, a kut od 360° za vrijeme zvjezdane godine. Zvjezdana godina je oko 20 minuta duža od Sunčeve godine.

### Platonova godina
Iz iznosa opće precesije lako nađemo razdoblje vremena u kojemu Zemljina os obiđe precesijski stožac, a proljetna točka puni krug po nebeskom ekvatoru. Ako pomak u jednoj godini iznosi 50.25", tada za pomak od 360° treba 25 800 godina. To je Platonova godina. U tom razdoblju nebeski pol opiše kružnicu među zvijezdama. Stoga će današnju Sjevernjaču (α Malog medvjeda) zamjenjivati druge zvijezde. Prije 5000 godina zabilježena je kao Sjevernjača zvijezda Tuban (α Zmaja). Oko godine 14 000. kao Sjevernjača će služiti zvijezda Vega, iako sjevernom nebeskom polu neće prići bliže od 5°. Od vremena kada su astronomi imenovali zviježđa i ustanovili Zemljinu precesiju, proljetna se točka pomaknula iz zviježđa Ovna u zviježđe Riba, a tako su se u susjedno zviježđe pomaknule i ostale glavne točke ekliptike. Znakovi tih točaka ostali su međutim isti kao što su i bili. S pomakom proljetne točke povezana je najviše i promjena zvjezdanih rektascenzija, dok je promjena deklinacija mnogo manja.